# CAC Next 20
| CAC Next 20 | CAC Next 20    |
| Stammdaten  | Stammdaten     |
| ----------- | -------------- |
| Staat       | Frankreich     |
| Börse       | Euronext Paris |
| ISIN        | QS0010989109   |
| WKN         | QS0010989109   |
| Symbol      | CN20           |
| Kategorie   | Aktienindex    |
| Typ         | Kursindex      |
| Familie     | Euronext       |

Der CAC Next 20 ist ein französischer Aktienindex der Pariser Börse, der 20 französische Aktiengesellschaften mit der größten Marktkapitalisierung hinter den 40 Unternehmen im CAC 40 listet. CAC steht für Cotation Assistée en Continu (fortlaufende Notierung) und der CAC Next 20 wird wie der CAC 40 ununterbrochen alle 30 Sekunden berechnet. Die 20 Unternehmen stellen die möglichen Kandidaten für die Aufnahme in den CAC 40 dar. Der Index wurde am 31. Dezember 2002 erstmals gebildet.

## Geschichte

### Jährliche Entwicklung
Die Tabelle zeigt die jährliche Entwicklung seit der Einführung des CAC Next 20 im Jahr 2002.
| Jahr | Schlussstand in Punkten | Veränderung in Punkten | Veränderung in % |
| ---- | ----------------------- | ---------------------- | ---------------- |
| 2002 | 3.000,00                |                        |                  |
| 2003 | 3.615,50                | 615,50                 | 20,52            |
| 2004 | 4.086,77                | 471,27                 | 13,03            |
| 2005 | 5.492,28                | 1405,51                | 34,39            |
| 2006 | 7.252,18                | 1759,90                | 32,04            |
| 2007 | 6.852,66                | −399,52                | −5,51            |
| 2008 | 3.625,14                | −3227,52               | −47,10           |
| 2009 | 4.544,57                | 919,43                 | 25,36            |
| 2010 | 5.828,23                | 1283,66                | 28,25            |
| 2011 | 5.617,47                | −210,76                | −3,62            |
| 2012 | 6.949,88                | 1332,41                | 23,72            |
| 2013 | 8.874,51                | 1924,63                | 27,65            |
| 2014 | 9.293,52                | 419,01                 | 4,72             |
| 2015 | 9.903,08                | 609,56                 | 6,56             |
| 2016 | 10.011,49               | 108,41                 | 1,09             |
| 2017 | 11.293,56               | 1282,07                | 12,81            |

### Höchststände
|                                       | Punkte    | Datum                |
| ------------------------------------- | --------- | -------------------- |
| Performanceindex im Handelsverlauf    | 11.549,97 | Freitag, 5. Jan 2018 |
| Performanceindex auf Schlusskursbasis | 11.549,97 | Freitag, 5. Jan 2018 |

## Zusammensetzung
Stand: 31. Dezember 2024
| Unternehmen              | Branche                     | Gewichtung in % | Logo |
| ------------------------ | --------------------------- | --------------- | ---- |
| Aéroports de Paris       | Luftverkehr                 | 3,65            |      |
| Alstom                   | Fahrzeugbau                 | 8,22            |      |
| Amundi                   | Finanzen                    | 4,36            |      |
| Arkema                   | Chemie                      | 4,56            |      |
| BioMérieux               | Medizinische Analytik       | 5,40            |      |
| Eiffage                  | Bau                         | 6,86            |      |
| Euronext                 | Börsen                      | 9,32            |      |
| Gaztransport & Technigaz | Flüssiggas                  | 4,99            |      |
| Gecina                   | Immobilien                  | 4,58            |      |
| Getlink                  | Verkehrsinfrastruktur       | 5,13            |      |
| Klépierre                | Immobilien                  | 6,59            |      |
| Nexans                   | Kabel                       | 3,77            |      |
| Rexel                    | Elektrogroßhandel           | 5,72            |      |
| Sartorius Stedim Biotech | Labortechnologie            | 5,06            |      |
| Scor                     | Rückversicherung            | 3,97            |      |
| Sodexo                   | Catering                    | 7,11            |      |
| Solvay                   | Chemie                      | 2,18            |      |
| SPIE                     | Technische Dienstleistungen | 4,42            |      |
| Valeo                    | Automobilzulieferer         | 2,13            |      |
| Worldline                | Zahlungsdienstleister       | 1,98            |      |